# كين غرين
كين غرين (بالإنجليزية: Ken Green)‏ (مواليد 27 أبريل 1924) هو لاعب كرة قدم. يلعب مع منتخب إنجلترا لكرة القدم. سبق له أن لعب في كأس العالم لكرة القدم مع منتخب بلاده.

## روابط خارجية
- كين غرين على موقع الاتحاد الدولي (مؤرشف)  (الإنجليزية)
- كين غرين على موقع قاعدة بيانات كرة القدم.إي يو (الإنجليزية)
- كين غرين على موقع Soccerway.com (الإنجليزية)
- كين غرين على موقع عالم كرة القدم.نت (الإنجليزية)